# کری گاردنر
کری گاردنر (انگلیسی: Cory Gardner؛ زاده ۲۲ اوت ۱۹۷۴) سناتور ایالات متحده از کلرادو است. گاردنر هم‌اکنون نمایندهٔ حوزه انتخابیه چهارم کلرادو از جمهوری‌خواه در مجلس نمایندگان ایالات متحده آمریکا است که برای نخستین‌بار در ۲۲ ژانویه ۲۰۱۱ میلادی به‌عضویت این مجلس درآمد. گاردنر که نامزد جمهوریخواه در انتخابات سنای ایالات متحده در کالرادو در سال ۲۰۱۴ است با شکست دادن سناتور مارک یودال به سنا راه یافت.